# John Parr
John Parr (* 18. listopadu 1952 Worksop) je anglický hudebník, který je nejlépe známý pro svůj singl „St. Elmo's Fire (Man in Motion)“ z roku 1985 a pro svůj rockový singl „Naughty Naughty“ z roku 1984 USA. Parr prodal více než 10 milionů alb a byl nominován na cenu Grammy za „St. Elmo's Fire“ v roce 1985. Parr poprvé navštívil Ameriku v roce 1984 a spolupracoval např. se zpěvákem Meat Loafem na Bad Attitude. V roce 1988 Parr dostal příležitost spolupracovat s „Muttem“ Langem, který produkoval alba pro skupinu Romeo's Daughter. Parr je také známý pro napsaní “The Best (A Man Can Get)”, téma použité v sérii úspěšných „Gillette“ reklam od 80. let. Na albu „Letter to America“ se objeví sólová akustická verze této písně.